# Bàndol republicà
El bàndol republicà, també anomenat bàndol lleial o bàndol gubernamental, va ser el sector que va defensar la Segona República Espanyola enfront del cop d’estat del 18 de juliol de 1936, liderat pel general Francisco Franco. Estava format per una àmplia coalició de partits i organitzacions d’esquerra, incloent-hi socialistes, comunistes, anarquistes i republicans, així com sindicats obrers.

## Composició política i social
El bàndol republicà estava format per una àmplia coalició de partits i sindicats, amb ideologies que anaven del republicanisme liberal a l’anarquisme.
- Partits republicans: Esquerra Republicana de Catalunya (ERC), Acció Catalana Republicana, Izquierda Republicana (IR).[5]
- Partits socialistes i comunistes: Partit Socialista Obrer Espanyol (PSOE), Partit Comunista d'Espanya (PCE), Partit Socialista Unificat de Catalunya (PSUC).[2]
- Moviments anarquistes i sindicats: Confederació Nacional del Treball (CNT), Federació Anarquista Ibèrica (FAI),  Unió General de Treballadors (UGT).[6]
- Nacionalisme basc i català: Partit Nacionalista Basc (PNB), Estat Català.[7]

Aquesta diversitat ideològica va generar tensions internes, especialment entre comunistes, anarquistes i trotskistes del Partit Obrer d'Unificació Marxista (POUM), Els fets de Maig de 1937 a Barcelona són un exemple d’aquestes tensions, quan el PSUC i el govern de la Generalitat van enfrontar-se als anarquistes i al Partit Obrer d’Unificació Marxista (POUM), amb el suport soviètic per eliminar l’oposició trotskista.

## Organització militar
Inicialment, el bàndol republicà va confiar en milícies populars creades pels sindicats i partits polítics, però aquestes eren desorganitzades i tenien poca formació militar. A partir de l'octubre del 1936, el govern republicà  va impulsar la reorganització de les seves forces militars, creant l'Exèrcit Popular de la República (EPR) per integrar les milícies populars en una estructura més centralitzada.
L’exèrcit republicà es va organitzar en diverses divisions i exèrcits regionals, destacant:
- L’Exèrcit del Centre, que defensava Madrid.
- L’Exèrcit del Nord, a la zona basca i asturiana.
- L'Exèrcit de l'Est, a Catalunya.[7]

Malgrat comptar inicialment amb una majoria numèrica, les divisions internes i la manca d’una direcció unificada van dificultar la seva capacitat de resposta militar. El comandament militar va patir divisions polítiques i una dependència creixent del suport soviètic, fet que va influir en la seva estratégia i operacions bèl·liques.

## Suport internacional
A diferència dels sublevats, que van rebre un suport clar d’Alemanya i Itàlia, els republicans van trobar més dificultats per obtenir ajuda internacional. El suport internacional va ser limitat, destacant l’ajuda de la Unió Soviètica i Mèxic, mentre que la França del Front Popular va adoptar una posició ambivalent a causa de les pressions internacionals.
- Unió Soviètica: Va ser el principal proveïdor d’armes, enviant 806 avions, 362 tancs i 1.555 peces d’artilleria, a més de 2.000-3.000 assessors militars.[2] No obstant això, Stalin va exigir pagament en or, donant lloc a l’episodi del “Or de Moscou”, i va afavorir la repressió dels sectors comunistes dissidents.

- Mèxic: Va ser l’únic país americà que va donar suport oficial a la República, enviant armes, munició i acollint exiliats.[7]

- França: Tot i la simpatia inicial del govern de Léon Blum, va acabar adherint-se al Pacte de No Intervenció, limitant la seva ajuda a vendes d’armes encobertes.[6]

- Brigades Internacionals: Uns 40.000 voluntaris de 50 països van lluitar per la República.[6][9]

## Derrota i exili
A partir de 1938, la situació republicana es va tornar insostenible. La caiguda de Catalunya al gener de 1939 va provocar un èxode massiu cap a França, en l’episodi conegut com “la retirada”, amb més de 500.000 refugiats travessant la frontera en condicions molt dures.
L'1 d’abril de 1939, després de la caiguda de Madrid i València, el bàndol franquista va declarar la fi de la guerra. Milers de republicans van ser empresonats, executats o es van exiliar definitivament.